# Illumos
ILLUMOS est un projet de système d'exploitation libre s'appuyant au départ sur le noyau dit OS/Net (connu comme ON) réalisé dans le cadre du projet OpenSolaris. Le projet Illumos a été annoncé le 3 août 2010.
Le nom du projet est un composé du latin « Illum » (la lumière) et de OS operating system (système d'exploitation).
Depuis l'annonce de la création du projet, l'entreprise Oracle Corporation (qui a acquis la propriété de Sun Microsystems) a fait connaître courant août 2010, dans un courrier interne, la politique qu'elle entendait suivre pour OpenSolaris. Les orientations ainsi prises conduisent de facto à un arrêt du projet OpenSolaris. Illumos est ainsi amené à se constituer en « fork », c'est-à-dire à réaliser un développement spécifique de la souche ON.

## Objectifs
Le projet se propose de poursuivre le développement du noyau OS/Net, dans une logique communautaire, en visant les objectifs suivants :
- prendre appui et suivre au plus près la version réalisée par Oracle Corporation dans le cadre d'OpenSolaris. Les apports majeurs, dès lors qu'ils ne sont pas sous licence propriétaire, doivent être capitalisés. Illumos veillera en particulier à intégrer ZFS, DTrace, Crossbow, Zones ;
- réaliser un système d'exploitation, sur cette base, qui substitue du code libre aux portions de code propriétaires (libc_i18n, NFS lock manager, … parties du crypto framework -kcf module/daemon-, quelques drivers majeurs…) ;
- intégrer quelques évolutions qui n'auraient pas pu prendre place au sein d'OS/Net, dans le cadre d'OpenSolaris ;
- proposer en retour, pour intégration dans OS/Net, les composantes développées ;
- au total, proposer un système d'exploitation entièrement libre, qui offre une compatibilité 100 % aux logiciels s'exécutant sur OS/Net Solaris/OpenSolaris (le but est la compatibilité 100 % ABI).

Illumos se focalise sur le système d'exploitation et ne s'intéresse donc pas, dans l'immédiat, aux composantes X11, environnements bureau… Le projet ne vise pas la réalisation d'une distribution en propre mais doit fournir les composantes pour que d'autres projets de la galaxie OpenSolaris puissent s'appuyer sur le noyau réalisé.
Le système d'exploitation doit pouvoir couvrir les architectures x86, AMD64, Sparc, VMWare, VirtualBox (et en perspective, s390, PowerPC, ARM).

## Structure du projet
Le projet Illumos est impulsé par quelques contributeurs majeurs d'OpenSolaris, parmi lesquels Garrett D'Amore (responsable du projet) et Anil Gulecha (BeleniX).
La gouvernance du projet s'appuiera sur un système de cooptation/méritocratie.
Elle est en l'état composée de deux instances :
- Administrative Council (présidé au départ par Garrett D'Amore) pour traiter les questions de ressources et définir le mode de travail ;
- Developer Council (Garrett D'Amore est le responsable du développement), comprenant une équipe resserrée de développeurs, qui sera étoffée progressivement (principe de cooptation).

## Contributions
Le projet Illumos est soutenu par diverses entreprises dont en premier lieu Nexenta, Joyent, EveryCity, GreenViolet et divers projets communautaires :
- BeleniX, un système d'exploitation basé sur OpenSolaris ;
- Nexenta, un autre système basé sur OpenSolaris avec des outils Debian ;
- Schillix, également un système d'exploitation basé sur OpenSolaris ;
- BerliOS[8].

Les distributions Nexenta, Belenix et Schillix se sont proposées d'intégrer le système d'exploitation réalisé par Illumos.
Le projet Illumos affirme son indépendance totale vis-à-vis des sociétés. Lors de sa constitution, il a indiqué souhaiter s'engager dans une démarche privilégiée de coopération avec Oracle Corporation. La politique annoncée par Oracle Corporation en fin août 2010 conduit toutefois le projet Illumos à se constituer en "fork" du code de base OpenSolaris, et dès lors, à construire un cadre spécifique pour le projet, distinct du cadre initial OpenSolaris. Le code source OpenSolaris ne sera en effet plus accessible entre deux versions du système d'exploitation.

## Première mise en œuvre
La distribution OpenIndiana a intégré, dans sa version 151a, publiée le 14 septembre 2011, les réalisations du projet Illumos. La note de version  donne un premier détail des éléments ainsi incorporés.